# Anton Diabelli
Anton Diabelli (6. září 1781 v Mattsee u Salcburku - 7. dubna 1858 ve Vídni) byl rakouský skladatel a hudební nakladatel.

## Životopis
Jeho otec Mikoláš, narozený v Aurolzmünsteru, je v křestním listě A. Diabelliho uváděn jako ´´místní hudebník´´, jeho matka Regina, rozená Moserová, pocházela z hudební rodiny v Uttendorfu. Jejich sňatek se odehrál 23. října 1780 ve farním kostele svatého Vavřince.
První hudební lekce, a to ve zpěvu, hře na klavír a varhany, dostával od svého otce. V sedmi letech byl přijat do kláštera Michaelbeuern, kde získal základní hudební vzdělání, které později rozšiřoval na benediktýnském gymnáziu v Salcburku. V roce 1796 nastoupil na Wilhelmovo gymnasium v Mnichově, latinské škole, neboť se měl stát na přání svých rodičů knězem. Aby mohl dokončit svá teologická studia, nastoupil v roce 1800 do cisterciáckého kláštera Raitenhaslach. Přesto ale pokračoval v komponování a stal se známým díky své spolupráci s Michaelem Haydnem. Ten rozpoznal jeho skladatelské nadání a stal se jeho učitelem a zároveň jej i podporoval.
Když došlo v roce 1803 k sekularizaci klášterů, ustoupil od svého záměru stát se duchovním, a začal se věnovat výlučně hudbě. Jeho cesta vedla do Vídně k Josefu Haydnovi, bratrovi Michaela Haydna. Ve Vídni získal brzy své hudební jméno jako učitel hry na klavír a kytaru. Netěšil se jenom uznání bratrů Haydnových, ale spřátelil se také s Ludwigem van Beethovenem. Přátelství s Beethovenem vedlo později ke vzniku 33 variací (Diabelliho variace, op. 120), které Beethoven dokončil v roce 1823, a které jsou jeho posledním velkým klavírním dílem. Dílo bylo vytvořeno na základě jednoduchého valčíku složeného Diabellim.
Jeho kytarovou tvorbu ovlivnil rok 1807, kdy do Vídně přišel italský kytarový virtuóz Mauro Giuliani, jehož hudební schopnosti jej vedly k napsání mnoha kytarových skladeb (pro sólovou kytaru, kytarová dua a tria, komorní hudba pro kytaru, atd.)..
Vícekrát byl za svou činnost vyznamenán. Hudební spolek salcburského chrámu jej jmenoval čestným členem, vyznamenání za svou činnost získal i od rakouského císaře. Pohřben je na hřbitově Sv. Marxe ve Vídni.

## Nakladatelem
V roce 1818 poznal nakladatele Petera Cappiho a následně společně provozovali obchod s hudebninami a nakladatelství. Od roku 1824 provozoval obě instituce samostatně a stal se hlavním vydavatelem známého skladatele Franze Schuberta.

## Tvorba
Jeho více než 200 kompozicí obsahují snad všechna hudební díla jako klavírní skladby pro dvě a čtyři ruce, vyučovací a studijní materiál ke hře na klavír a kytaru, orchestrální díla, komorní hudební díla, operety, opery, kantáty, mše, ofertoria, atd.
Jeho chrámová hudba je vysoce ceněna kvůli své přístupnosti a proveditelnosti. Zvláště pastorální mše, opus 147 a zemská mše, opus 107 jsou dnes velmi často uváděny. Se svými hudebně-dramatickými díly oproti tomu příliš velký úspěch nezaznamenal.
Jako trvale ceněná díla se bezpochyby ukazují jeho klavírní skladby pro dvě a čtyři ruce, která představují pedagogicky hodnotný studijní materiál pro hudební výuku.
Z doby, kdy vyučoval hru na kytaru, pochází kytarová škola a jiné didaktické práce. Pro kytaru psal sonáty, sonatiny a serenády (rovněž ve spojení se smyčcovými a dechovými nástroji i klavírem)